# Even in the Quietest Moments (nummer)
Even in the Quietest Moments is een nummer van Supertramp. Het is het titelnummer van hun gelijknamige studioalbum. Het lied wordt gezongen door Roger Hodgson, die het lied grotendeels of in zijn geheel heeft gecomponeerd. 
Het nummer heeft een instrumentaal intro dat het gehele pakket van Supertramps muziekpalet in zich heeft. De opening bestaat uit het zingen van een eenzaam vogeltje waar op de achtergrond een koorzang begint. Een gitaar valt in, vervolgens komt John Helliwell met een klarinetsolo en een herhaling daarvan. Het vogelgezang is dan al weg; het intro besluit met een dalende notenreeks naar het grondakkoord. Is het begin lieflijk en licht in de trant van Give a little bit, het slotakkoord is dreigend zoals Fool's Overture. Vervolgens komt het lied pas op gang, waarbij de vele herhalingen van tekst opvallen. 
De betekenis van het lied is niet geheel duidelijk; Hodgson was weleens in een spirituele bui, zie bijvoorbeeld Babaji van hetzelfde album. Dat Hodgson onrustig en niet al te vrolijk is blijkt uit de opening:
- Even in the quietest moments
- I wish I knew what I had to do
- Even though the sun is shining
- Well I feel the rain.

Vervolgens lopen de meningen uiteen:
- het gaat over een onbereikbare liefde, die tevens zijn muze is;
- het gaat over een religieus thema;
- Hodgson maakt zich druk over de vernietiging van de natuur.

De termen Lord (God) en Dear (Schat) worden door elkaar gebruikt.
Voor het religieuze of spirituele is zeker wat te zeggen, de zang in het intro klinkt haast gregoriaans dan wel als boeddhistisch gezang. Ook later in het lied zijn muziek fragmenten te horen die een soort Om-klank laten horen. De vele herhalingen lijken litanisch. Voorts is rond 5:46 zeer kort een ritmische figuur van Babaji te horen. Ook het slotrefrein Lord, won’t you come and get into my life wijst in de spirituele richting. De twijfel zit in de komma.
Het lied besluit echter met May I please come in, dear?, wat weer wijst op liefde.